# Ophrys tenthredinifera
Ophrys tenthredinifera Willd., 1805 è una  pianta appartenente alla famiglia delle Orchidacee.

## Descrizione

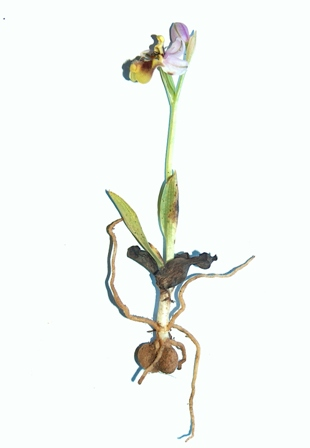
O. tenthredinifera

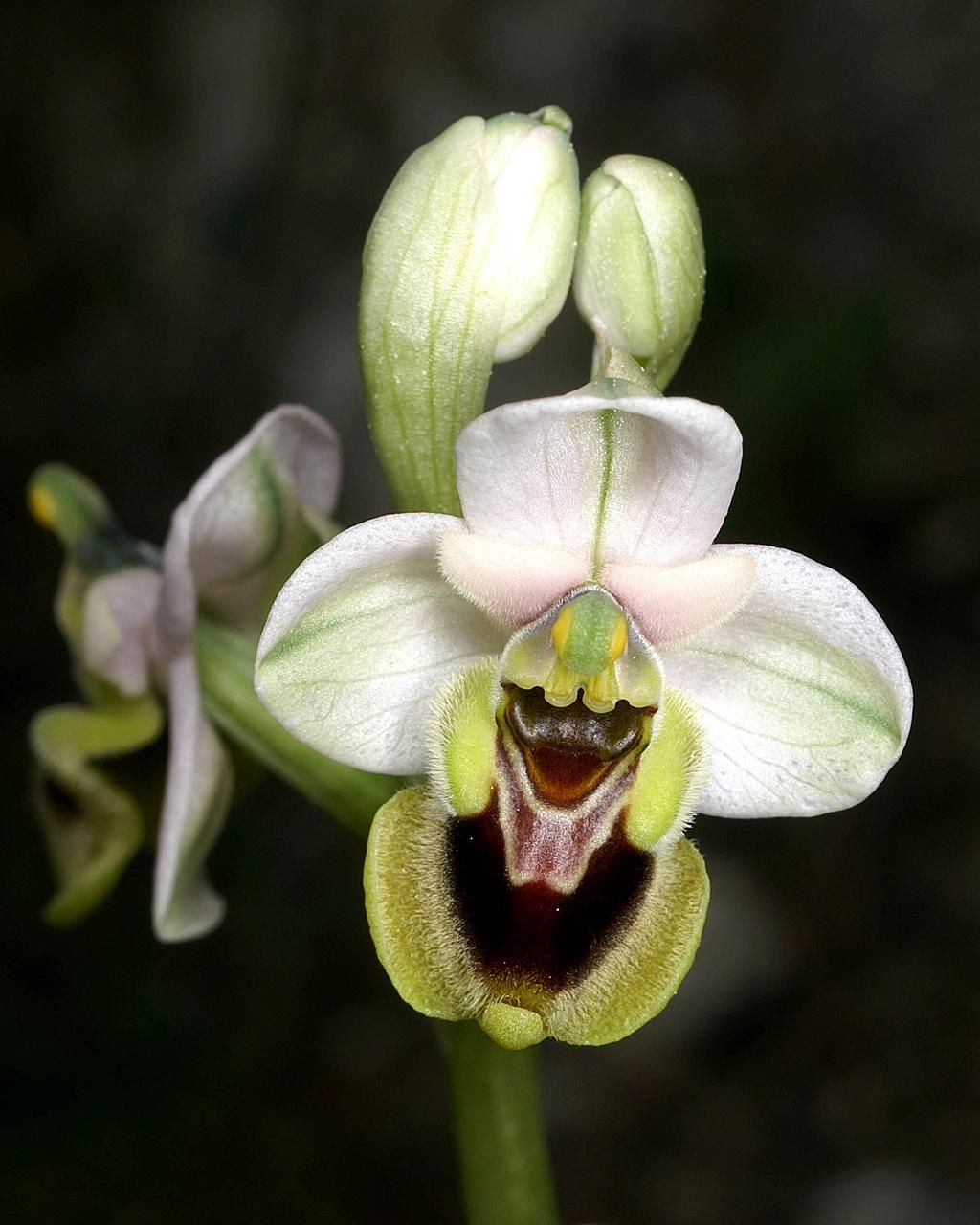
Dettaglio del fiore

È una pianta erbacea alta da 5 a 25 cm, con foglie basali ovato-lanceolate, disposte a rosetta, e brattee larghe, sfumate di rosa.
L'infiorescenza raggruppa da 2 a 10 fiori. I sepali sono di colore dal bianco al rosa, con una sfumatura mediana verde. I petali più piccoli e più scuri, sono cuoriformi, pubescenti. Il labello è giallo-brunastro, villoso e di colore più chiaro al margine, con un disegno centrale a forma di U o di H, bruno con margini bianchi; l'apice è globoso, ottuso, ricoperto da fine peluria. Il ginostemio è corto con apice ottuso. La cavità stigmatica è ampia, di colore bruno scuro.

## Biologia
Si riproduce per impollinazione entomofila ad opera di imenotteri apoidei del genere Eucera (E. algira, E. nigrilabris).

## Distribuzione e habitat
Diffusa nell'Europa meridionale, in Nord Africa ed in Medio Oriente.
In Italia è presente su tutto l'Appennino, in puglia in Sicilia e Sardegna, assente sulle Alpi.
Cresce in praterie e garighe, fino a 1200 m di altitudine.

## Tassonomia

### Ibridi
Sono stati descritti i seguenti ibridi:
- Ophrys × lidbergii Mazzola, 1982 (Ophrys sphegodes lunulata × O. tenthredinifera)
- Ophrys × lupiae O. Danesch & E. Danesch (O. sphegodes subsp. atrata × O. bertolonii × O. tenthredinifera)
- Ophrys × salentina O. Danesch & E. Danesch (O. fuciflora subsp. apulica × O. tenthredinifera)
- Ophrys × sommieri Sommier (Ophrys bombyliflora × O. tenthredinifera)